# Komme fremmede
"Komme fremmede" er den ottende episode af den danske tv-serie Matador. Den blev skrevet af seriens skaber Lise Nørgaard og Karen Smith, og den instrueret af Erik Balling.
Afsnittet foregår i 1934 og det er det eneste, hvor Ernst Nyborg (Morten Grunwald) optræder.

## Handling
Kunstneren Ernst Nyborg kommer til byen for at lave en udstilling som Baron Carl von Rydtger har arrangeret. Nyborg er Maudes tidligere tegnelærer, og hun bliver meget interesseret i ham igen.
Gitte Graa bliver endelig inviteret hjem til familien Varnæs, efter Jørgen Varnæs opdager Hans Christian Varnæs' affære med Ulla Jakobsen.
Byggeriet af Mads Skjerns fabrik går endelig i gang, efter alle tilladelser er givet. Han bestiller også et anonymt maleri af borgmesteren malet af Nyborg. I anledning af, at det er fem år siden, at Mads kom til byen forærer han et guldur til Kathrine og en pels til Ingeborg. Ved ferniseringen kommer Maude og Ingeborg i samme pels, hvilket får Maude til at lægge sig og Ingeborg til at sende pelsen retur.
Elisabeth begynder at spille sammen med dr. Hansen og Kristen Skjern.
Ernst inviterer Maude tilbage til sit hotel, hvilket hun først afviser. Hun ombestemmer sig dog, og opsøger ham på hans værelse, hvor hun finder en nøgen Gitte Graa.